# Masayuki Suo
Masayuki Suo (周防 正行?, Suo Masayuki; Tokyo, 29 ottobre 1956) è un regista e sceneggiatore giapponese.

## Biografia e carriera
Dopo essersi laureato alla Rikkyo University (conosciuta anche come Saint Paul's University) di Tokyo, nel 1982, insieme ai registi Yoshiho Fukuoka, Itsumichi Isomura, Toshiyuki Mizutani e Akira Yoneda, Suo ha fondato la casa di produzione cinematografica di film per adulti Unit 5.
Suo ha lavorato come assistente alla regia in ben 60 film per adulti prima di passare al genere pinku eiga o "pink-film", genere tipico del cinema giapponese che tratta di temi sessuali, espone nudità ed è in parte riconducibile al cinema erotico o soft-porn. Per il genere pinku eiga Suo vanta un'esperienza come assistente alla regia in Kandagawa Pervert Wars (1983), film che ha segnato l'esordio alla regia di Kiyoshi Kurosawa. Nelle prime fasi della sua carriera, Suo si è cimentato anche come sceneggiatore e nel 1983 ha esordito con lo script per il film Scanty Panty Doll: Pungent Aroma, sempre riconducibile al genere pinku eiga.
Il primo film diretto da Suo, Abnormal Family: Older Brother's Bride, del 1984, rappresenta un tributo satirico al capolavoro del maestro Yasujirō Ozu, Tokyo Monogatari. Nel suo libro Behind the Pink Curtain, l'esperto di cinema giapponese Jasper Sharp ha ritenuto Abnormal Family: Older Brother's Bride un vero e proprio capolavoro del genere pinku eiga.
Successivamente, Suo ha lavorato per Juzo Itami, girando i making-of di A Taxing Woman (1987) e di A Taxing Woman 2 (1988).
Fancy Dance, film del 1989, segna il vero e proprio debutto cinematografico di Suo nelle vesti di regista. Nel 1991, il film Sumo Do, Sumo Don't gli è valso il premio come miglior regista esordiente conferito dall'autorevole Directors Guild of Japan.
Con Shall We Dance?, del 1996, Suo ottiene il suo primo successo internazionale, con ottimi risultati al botteghino statunitense. In patria, il film ha vinto ben quattordici premi ai Japanese Academy Awards, tra cui quello al miglior attore, alla migliore attrice, alla miglior regia e al miglior film. Nel 2004, il regista Peter Chelsom ha girato un remake del film, con lo stesso titolo in inglese, con protagonisti Richard Gere, Jennifer Lopez, Susan Sarandon, Stanley Tucci, ottenendo ancora una volta un grande successo di pubblico.
Nel 2006, Suo ha diretto I Just Didn't Do It, che vede Ryo Kase come protagonista, mentre sei anni più tardi ha girato il film a tema medico A Terminal Trust.
Il suo musical Lady Maiko è stato presentato per la prima volta nel 2014 allo Shanghai International Film Festival.

## Stile ed influenze
Oltre ad essere stato ispirato da Ozu per il suo Abnormal Family: Older Brother's Side, Suo ha di fatto imitato lo stile e le tecniche registiche del maestro del realismo giapponese, riprendendo ad esempio gli attori dal basso, ovvero disponendo la cinepresa al livello del tatami, imponendo lunghe pause di silenzio agli attori durante i dialoghi, operando pochissimi movimenti di macchina ed accompagnando le immagini con una colonna sonora fatta di melodie semplici e romantiche.

## Filmografia

### Film
- Abnormal Family: Older Brother's Bride (1984) conosciuto anche come Spring Bride, Daughter-in-Law o My Brother's Wife
- Fancy Dance (1989) conosciuto anche come Manic Zen
- Sumo Do, Sumo Don't (1992)
- Vuoi ballare? - Shall We Dance? (Sharu wi Dansu?) (1996)
- I Just Didn't Do It (Soredemo boku wa yattenai) (2007)
- A Terminal Trust (2012)
- Lady Maiko (2014), conosciuto anche come Maiko a Lady o My Fairy Lady.

### Documentari
- Making of A Taxing Woman (1987)
- Making of A Taxing Woman 2 (1988)
- Dancing Chaplin (2010)

## Premi ed onorificenze
- 1993 - Awards of the Japanese Academy - Regista dell'anno per Sumo Do, Sumo Don't[7]
- 1997 - Awards of the Japanese Academy - Regista dell'anno per Shall We Dance?[8]
- 2016 - Medaglia d'onore del Giappone[9]